# سرگی آلیمپیو
سرگی آلیمپیو (روسی: Сергей Викторович Алимпиев؛ ۲۲ سپتامبر ۱۹۵۸ – ۱۸ دسامبر ۲۰۰۵) خواننده و هنرپیشه اهل اتحاد جماهیر شوروی سوسیالیستی بود.